# Perisoreus canadensis
Perisoreus canadensis là một loài chim trong họ Corvidae.
Quạ thông xám được tìm thấy trong khu rừng phía bắc của Bắc Mỹ Bắc vào dòng cây, và ở vùng Rocky Mountains cận núi cao ở phía nam New Mexico và Arizona. Đây là một loài chim biết hót khá lớn, quạ thông xám có phần dưới màu xám nhạt, trên lưng màu xám tối hơn, đầu màu xám-trắng với gáy xám sẫm. Nó là một trong ba thành viên của chi perisoreus, một chi nhỏ liên quan chặt chẽ hơn với chi cyanopica của Newcastle so với các loài chim khác được gọi là giẻ cùi. Quạ thông xám có chín phân loài được công nhận.
Quạ thông xám sinh sống quanh năm trên lãnh thổ vĩnh viễn trong rừng lá kim, còn sống sót trong những tháng mùa đông trên được lưu trữ thực phẩm trong suốt lãnh thổ của họ trong khoảng thời gian ấm áp hơn. Chúng tạo thành cặp giao phối một vợ một chồng, với cặp đi cùng trên lãnh thổ của họ bởi một người chưa thành niên thứ ba từ mùa giải trước. Quạ thông xám thích ứng với hoạt động của con người trong lãnh thổ của chúng và được biết đến để tiếp cận con người đối với thực phẩm. Liên minh Quốc tế Bảo tồn Thiên nhiên (IUCN) xem quạ thông xám một loài ít quan tâm; Tuy nhiên người dân trong phạm vi miền Nam có thể bị ảnh hưởng bởi biến đổi khí hậu.
Loài này được kết hợp với nhân vật thần thoại của nhiều nền văn hóa quốc gia đầu tiên, bao gồm Wisakedjak, một nhân vật nhân từ, với tên được Anh hóa thành Whiskyjack. Trong năm 2016, một cuộc thăm dò trên mạng và các chuyên gia được tiến hành bởi tạp chí Địa lý Canada chọn jay xám là loài chim quốc gia của Canada, mặc dù việc chỉ định không được chính thức công nhận.

## Phân loài
- P. c. albescens
- P. c. arcus
- P. c. barbouri
- P. c. bicolor
- P. c. canadensis
- P. c. capitalis
- P. c. griseus
- P. c. nigracapillus
- P. c. obscurus
- P. c. pacificus
- P. c. sanfordi